# مارنئولی
مارنئولی (به گرجی: მარნეული) شهری در استان کومو کارتلی گرجستان است. جمعیت این شهر طبق سرشماری سال ۲۰۰۹ میلادی ۲۲٬۰۰۰ نفر بوده‌است. بیش از ۸۳٪ این شهر آذریایجانی‌های گرجستان تشکیل می‌دهند.

## نگارخانه

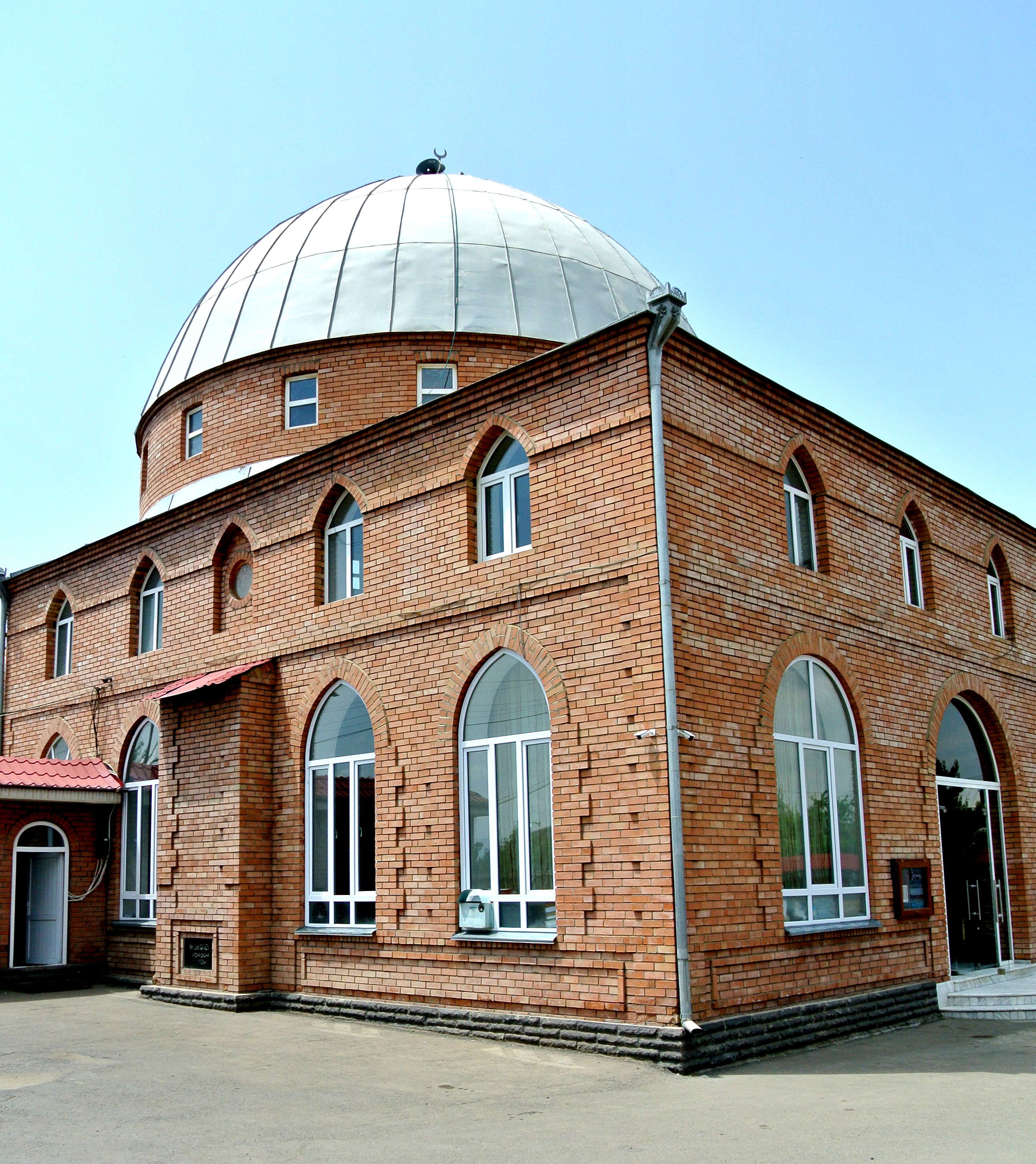
مسجد امام علی در مارنئولی
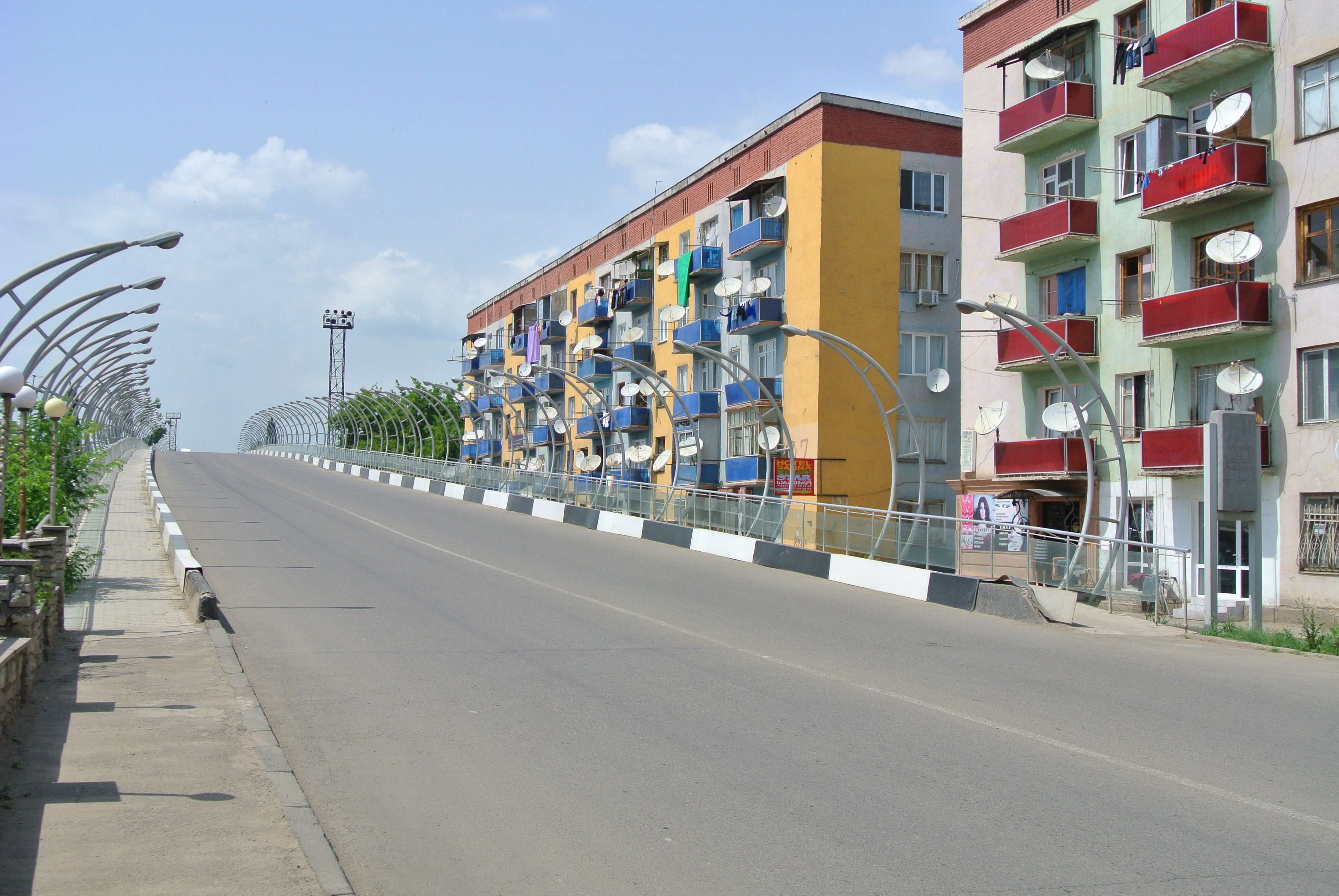
خیابان اصلی مارنئولی
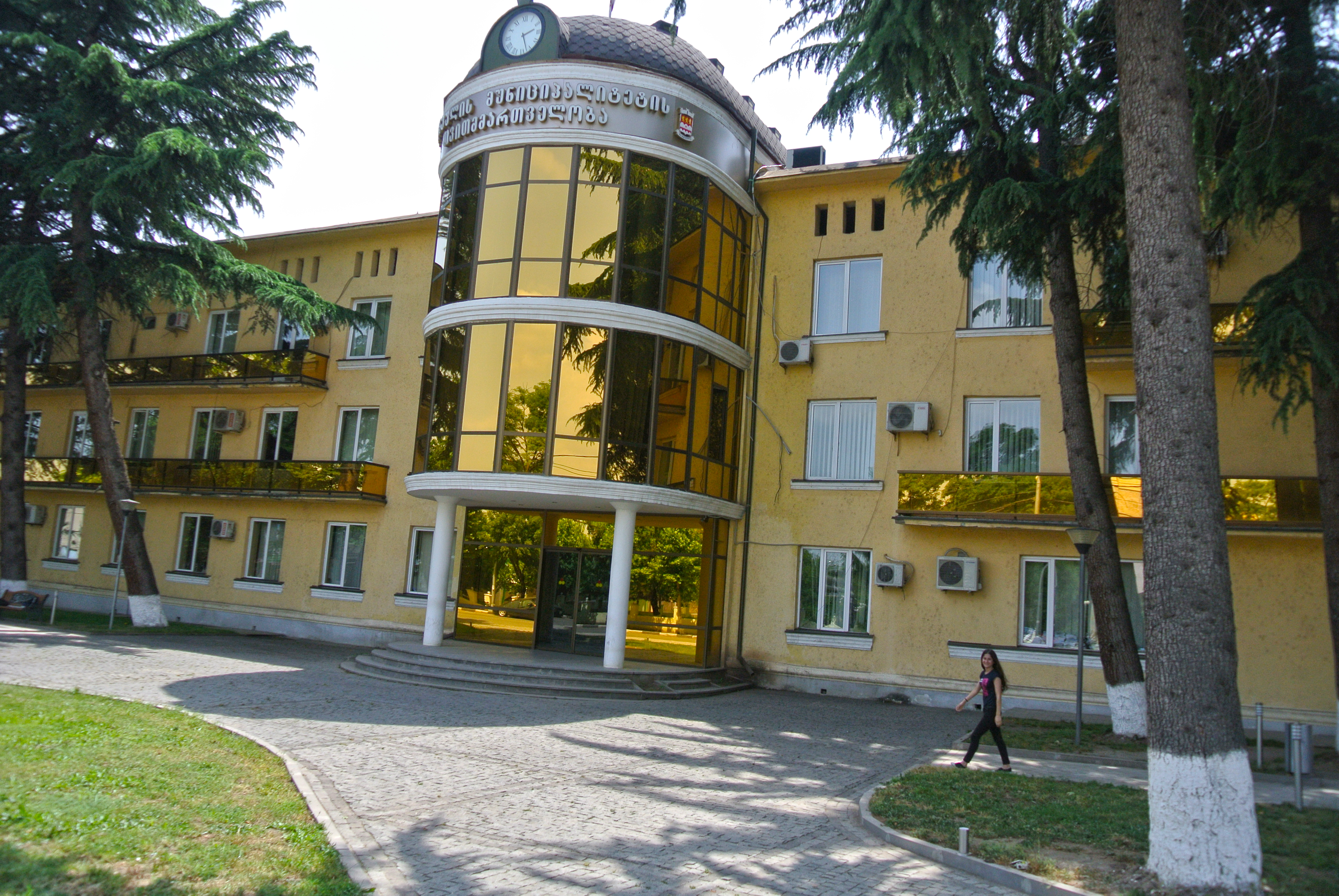
تالار شهر مارنئولی
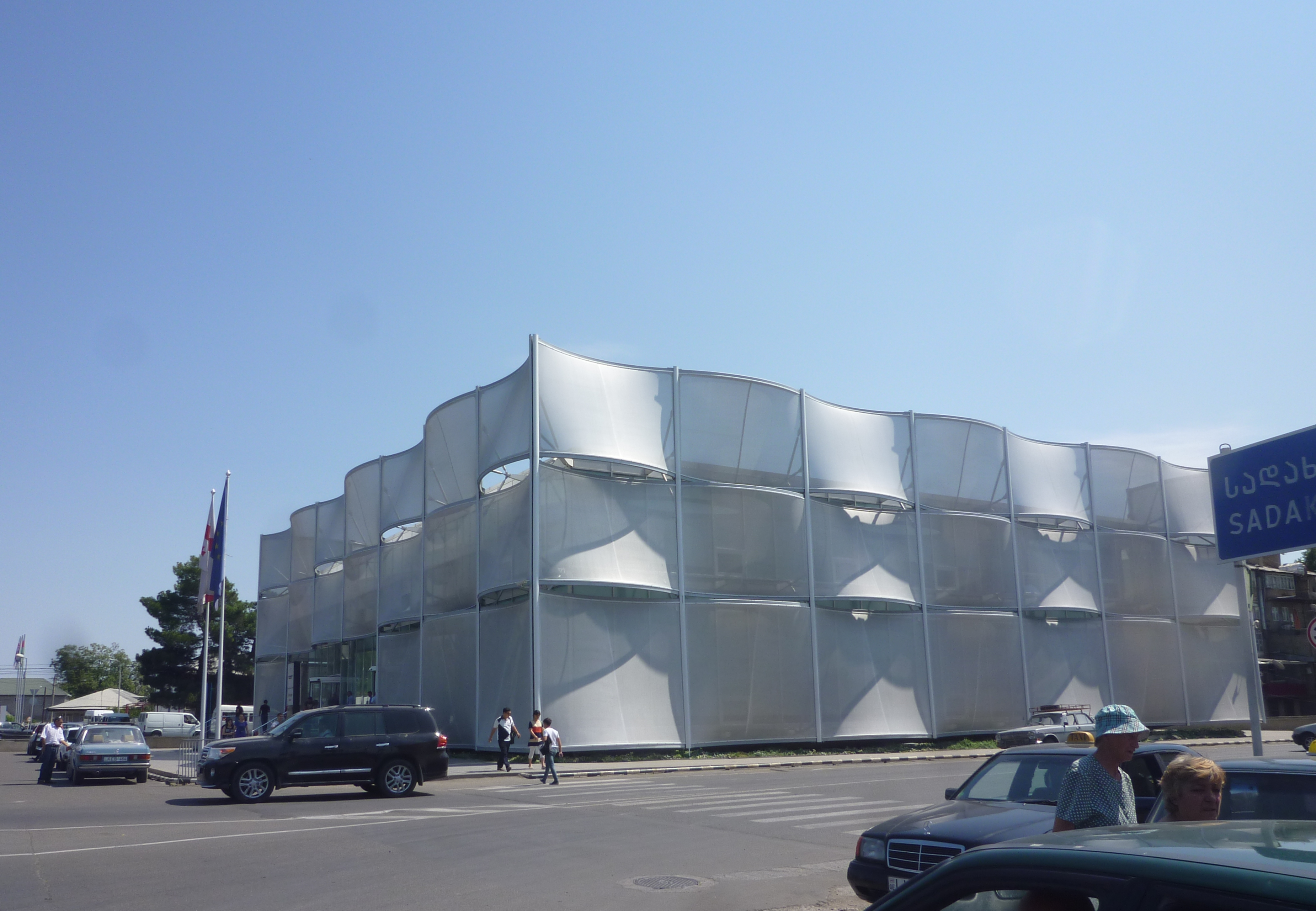
دادگستری مارنئولی